# Megara (Disney)
Megara, simplemente conocida como Meg, es un personaje ficticio que aparece en la película de animación de Walt Disney Pictures Hércules (1997). Interpretada por la actriz Susan Egan, Meg es una joven cínica esclavizada por Hades, dios del inframundo. Hades obliga a Meg a descubrir las debilidades de Hércules seduciéndole a cambio de su libertad, pero en su lugar desarrolla sentimientos genuinos por el héroe. Basada ligeramente en Megara y Deyanira, primera y segunda esposas de Hércules en la mitología griega, los directores Ron Clements y John Musker adaptaron a Meg para convertirla en una estafadora moralmente conflictiva, basando su papel y personalidad en las comediantes screwball de la década de 1940, en particular en la interpretación de la actriz Barbara Stanwyck en The lady Eve (Las tres noches de Eva) (1941).
Egan ya había interpretado a Bella en la adaptación teatral de La Bella y la Bestia (1994) cuando se enteró de las audiciones para Hércules. A pesar de haber hecho una gran campaña para el papel de Meg, Disney impidió en un principio que Egan se presentara a las audiciones porque el estudio consideraba que las personalidades de Meg y Bella diferían demasiado. Para preparar tanto su audición como el papel, Egan se inspiró en varias actrices clásicas de Hollywood, como Joan Crawford, Bette Davis y Lauren Bacall, además de Stanwyck. Tras optar por no dibujar el personaje de forma realista, el animador supervisor Ken Duncan decidió introducir elementos de la cerámica griega en el pelo, el cuerpo y la ropa de Meg, a la vez que tomaba prestados algunos de los manierismos de la propia Egan.
La recepción de Meg ha sido positiva y los críticos han acogido con satisfacción su independencia, ingenio y complejidad, que la alejan de anteriores heroínas Disney y han elogiado la interpretación de Egan. La crítica contemporánea considera que el personaje está infravalorado y varios medios la sitúan entre las heroínas más infravaloradas de Disney. Meg ha aparecido posteriormente en la secuela de la película, en un spin-off televisivo y en adaptaciones de videojuegos, así como en una iteración de acción real en Once Upon a Time (Érase una vez), interpretada por la actriz Kacey Rohl.

## Desarrollo

### Creación y redacción
El papel de Meg en Hércules es una de las muchas libertades creativas que Disney se tomó al adaptar el mito griego a una película de animación. En la mitología griega, Megara es la primera esposa de Hércules, con la que el personaje tiene varios hijos Megara, la hija mayor del rey Creonte, es regalada a Hércules después de que éste derrote a los minias en Orcómenos. Megara y sus hijos son finalmente asesinados por el propio Hércules, tras haber sido llevado a la locura por Hera, la esposa de su infiel padre Zeus. Estos elementos fueron totalmente omitidos en la película de animación, mientras que se mantuvo un personaje femenino llamado "Meg", adaptándola en su lugar a una estafadora con un pasado problemático, cuya relación con Hércules finalmente la redime.
Los guionistas adaptaron la forma en que Hércules conoce a su segunda esposa, Deyanira, a la forma en que conoce a Meg. La autora de Herakles, Emma Stafford, determinó que Disney había asimilado al personaje con Deyanira, además de hacer a Meg más vieja y experimentada. Los directores y guionistas Ron Clements y John Musker se inspiraron principalmente en las comedias screwball de los años 30 y 40, sobre todo en las películas dirigidas por Preston Sturges y Frank Capra y Musker describió Hércules como "una comedia sobre la lucha entre el idealismo y el cinismo, al igual que algunas de esas películas de Sturges y Capra", por lo que Meg fue escrita como una heroína cínica a la que le cuesta confiar en los hombres.
Los guionistas basaron a Meg en el personaje de la actriz Barbara Stanwyck en la película The lady Eve (Las tres noches de Eva) (1941). Clements declaró que Meg "fue especialmente interesante para nosotros (crearla) porque era muy diferente de las demás heroínas Disney" de la época. Además de su carácter "mordaz", escribir a Meg como una heroína que conspira con el villano de la película contra su héroe supuso un cambio radical con respecto a las anteriores heroínas Disney y prácticamente no tenía precedentes en la época. Dado que Meg trabaja inicialmente para Hades, los guionistas también se inspiraron en Lola, una tentadora contratada para trabajar para el diablo en el musical Damn Yankees (1956). Según The Baltimore Sun, Meg fue una de las primeras heroínas de Disney que se escribieron con un pasado y una historia de fondo.

### Voz
La voz de Meg la pone la actriz y cantante estadounidense Susan Egan, quien antes de Hércules, se había presentado a las audiciones de todas las películas de animación de Disney desde La Bella y la Bestia, de 1991. Disney estaba interesada en contratar a una intérprete de Broadway para poner voz a Meg, en lugar de elegir a otros actores para las voces hablada y cantada del personaje. Por aquel entonces, Egan interpretaba en Broadway a Bella en la adaptación teatral de La Bella y la Bestia, papel que ella misma había creado y llevaba cuatro meses en el escenario cuando se enteró de las audiciones para Meg. A pesar de su gran interés por el papel y de suponer que su relación profesional con el estudio beneficiaría sus perspectivas, Disney se negó a que Egan hiciera la audición, afirmando que "no era la adecuada" para el personaje, ya que los cineastas consideraban que la personalidad de "chica mala" de Meg era demasiado diferente de la de la amable y dulce Bella como para que Egan pudiera expresarla de forma convincente. Egan persiguió el papel constantemente hasta que Disney finalmente cedió.

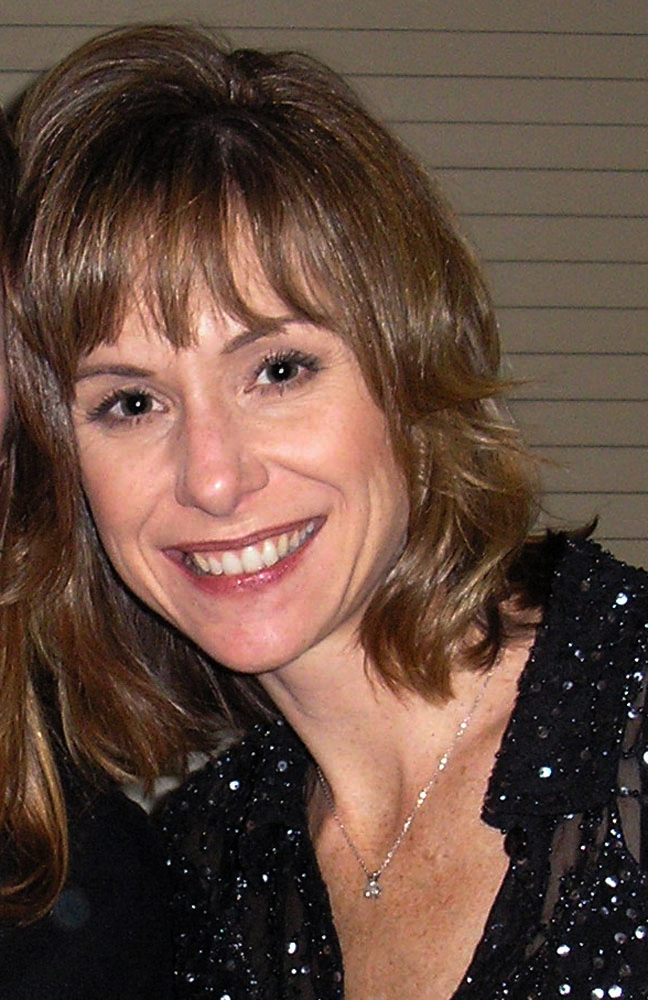
En un principio, Disney impidió que la actriz Susan Egan se presentara a la audición para Meg porque consideraba que el personaje era demasiado diferente de la Bella de La Bella y la Bestia, que Egan interpretaba en Broadway en aquel momento.

Varias coetáneas de Egan en Broadway compitieron por el mismo papel, entre ellas las actrices Donna Murphy y Audra McDonald, que asistieron a su audición El compositor Alan Menken y el director musical Michael Kosarin, con los que Egan había trabajado durante La Bella y la Bestia, supervisaron su audición. Egan describió el proceso de audición como inusual porque los cineastas evitaron mirarla, prefiriendo cerrar los ojos o estudiar un dibujo de Meg para ayudar a determinar si su voz complementaba su visión y no distraerse con la apariencia de Egan. Egan leyó las líneas de Meg con su voz naturalmente profunda, que suena diferente a la fabricada "voz de Bella" que Disney se había acostumbrado a escuchar, sorprendiendo a los directores de casting y a Menken.Egan comunicó a los cineastas que "cuando interpreto a Belle, estoy actuando", describiéndose a sí misma como mucho más parecida a Meg tanto en voz como en personalidad. Consciente de que Meg estaba basada en Stanwyck, Egan investigó algunas de las películas de Stanwyck, así como las interpretaciones de las actrices Joan Crawford, Bette Davis y Lauren Bacall, inspirándose en su "cadencia de actuación" y en sus acentos del Atlántico medio. Egan interpretó entonces "Somewhere That's Green", del musical de Menken Little Shop of Horrors (La tienda de los horrores en España, La tiendita de los horrores en México o La tiendita del horror en Argentina) (1982), como canción de su audición. Aparte de las actualizaciones periódicas de Kosarin, Egan no tendría noticias de Disney hasta seis meses después, cuando el estudio la eligió como una de las tres aspirantes para empezar a animar al personaje, hasta que finalmente fue elegida tras su última prueba de animación. Egan había empezado a inquietarse porque Disney había optado por contratar a actores "de renombre" para varios papeles destacados y se consideraba afortunada por poder interpretar tanto la parte hablada como la cantada de su personaje, algo cada vez menos habitual en las películas de animación.
Egan siguió actuando en La Bella y la Bestia mientras trabajaba en Hércules, interpretando a Bella durante el día y a Meg durante las noches. La primera sesión de grabación de Egan se pospuso debido a una lesión en el pie que sufrió en el escenario. En un momento dado, Menken advirtió a Egan de que había empezado a incorporar aspectos de la personalidad de Meg en Bella, diciéndole: "Estás en el escenario y tu cadera sobresale... es como si fueras a poner los ojos en blanco y decirle a la Bestia que se afeite", cosa que ella corrigió. Egan continuó inspirándose en intérpretes clásicos de Hollywood, adaptando "un estado de ánimo duro" a la hora de abordar los desprecios, réplicas e insultos de Meg. Se inspiró en las actrices Jean Arthur y Ginger Rogers para la escena en la que Meg apoda por primera vez a Hércules "Niño Maravilla". Algunas de las frases de Egan fueron tomadas directamente de su audición, en particular "¿Te han puesto un nombre además de esos pectorales ondulantes?" y "Mis amigos me llaman Meg. Al menos lo harían si tuviera amigos". Esto supuso un reto para los ingenieros de sonido, que se encargaron de eliminar el ruido de fondo, como el tráfico de Nueva York, de la grabación" Egan describió a Meg como “el personaje femenino magnífico, de chica con un récord” que siempre había querido interpretar, con “el aspecto de Liz Taylor y las frases hechas que me gustaría poder decir en la vida real” Egan consideró “divertido ser divertida” como Meg, ya que creía que su personalidad sarcástica e ingeniosa suele reservarse para personajes masculinos.

### Personalidad y diseño

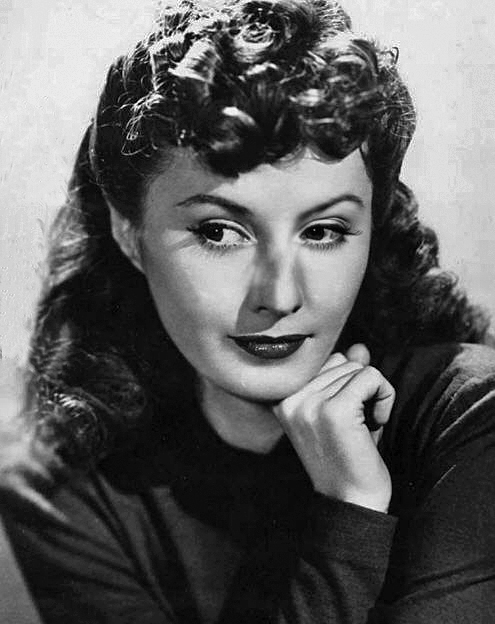
La actriz Barbara Stanwyck es una de las muchas actrices clásicas de Hollywood en las que se inspiraron la personalidad y el aspecto de Meg; Egan también basó su voz en las interpretaciones de Stanwyck.

Meg se inspiró en las comediantes de la década de 1940, concretamente en las interpretaciones de la actriz Barbara Stanwyck en las películas The Lady Eve y Ball of Fire (Bola de fuego) ambas de 1941. Tanto Egan como el animador supervisor Ken Duncan se inspiraron en la actitud "dura" de Stanwyck en sus películas, y Egan describió a Meg como una "dama de los años 40 que habla rápido y tiene a los hombres enredados en su dedo meñique". Egan cree que Meg es un personaje "a medio camino" entre el bien y el mal, a diferencia de la mayoría de las heroínas de Disney, que suelen ser una u otra cosa.Egan definió a Meg como una mujer "hermosa y brillante" "que sabe cómo ir tras lo que quiere", describiéndola como "desilusionada con la gente" hasta que conoce a "Hércules, que es tan puro de espíritu y tan honesto que restablece su fe en la bondad". Egan dijo que Meg y Bella "no son exactamente el mismo tipo" de personaje; comparando a Meg con su otra heroína de Disney, Bella, Egan describió a la primera como la Bestia a la Bella de Hércules: "(Meg es) la que ha tenido un acontecimiento traumático en su vida que la ha obligado a perder la fe en la gente. Se necesita un espíritu puro para restablecer esa fe. Para la Bestia, era Bella. Para Meg, es Hércules". Además, Egan cree que "no hay otro personaje como Meg" y explica que carece de la brújula moral que tiene Bella "porque ése es el trabajo de Hércules en la película. No es una princesa ni una villana". Egan cree que Meg sufre "un arco mucho mayor que las princesas Disney" al experimentar un cambio de actitud, describiéndola como imperfecta y sintiendo que el hecho de que Disney no la coronara princesa la hace "más relatable".
Disney contrató al dibujante y caricaturista Gerald Scarfe para que le ayudara a diseñar los personajes de la película. Junto a Hércules, Meg es uno de los dos únicos personajes humanos destacados de la película. Scarfe determinó que ninguno de los dos personajes "ofrecía mucho para la caricatura" en comparación con los personajes no humanos de la película y optó por dibujarlos como "guapos, fornidos, bonitos". (Observando que las heroínas de Disney "sin duda han evolucionado a lo largo de los años", Scarfe identificó a Meg como muy diferente de la Blancanieves de Snow White and the Seven Dwarfs (Blancanieves y los siete enanitos) 1937, describiéndola como "una chica luchadora, en cierto modo cínica, pero con mucha garra". Duncan trabajó como animador supervisor de Meg, tanto en el diseño como en la animación del personaje. En un principio, Duncan Marjoribanks iba a animar a Meg, mientras que Duncan había sido designado para animar a Neso. Duncan pidió sustituir a Marjoribanks cuando éste abandonó la producción para trabajar en DreamWorks Animation. Duncan intentó originalmente dibujar a Meg como una heroína de aspecto realista. Tras decidir incorporar elementos de la cerámica griega en el pelo del personaje, Duncan decidió finalmente basar también todo el cuerpo del personaje en la cerámica. Duncan esperaba que su animación cambiara la forma en que la personalidad de Meg se representaba originalmente en los guiones gráficos, de "dura y enfadada a inteligente y sarcástica" Clements y Musker describieron la cabeza de Meg como "una especie de jarrón", mientras que "tiene un rizo griego en la espalda" Cabe destacar que el pelo de Meg está diseñado y animado de una forma que es muy difícil de reproducir en la vida real.
Egan cree que su personaje se parece más a Stanwyck que a ella misma, aunque algunos de los gestos, expresiones faciales y rasgos de Egan, como sus cejas arqueadas, fueron incorporados a la apariencia del personaje por animadores que vieron imágenes de vídeo de la actriz grabando. Mientras revisaba los guiones gráficos al principio de la producción, Egan reconoció a Meg haciendo un gesto de "cortar" con la mano que había originado durante su audición cuando su personaje dice "Gracias por todo, Herc. Ha sido una verdadera rebanada", que la productora Alice Dewey confirmó que había tomado prestado directamente de la audición de Egan. El color de los ojos de Meg había cambiado de azul a morado cuando se escribió la frase de Phil en la que advierte a Hércules que no se distraiga con sus ojos, lo que llevó a los guionistas a cambiarla de “Don't let your guard down because of a pair of big, blue eyes” a “goo-goo eyes”. En 2011, Egan recurrió a Duncan para animar personajes animales en el vídeo musical de su single "Nina Doesn't Care".

## Caracterización y temas
Meg es la protagonista femenina de la película, cuya personalidad apática la distingue de la historia de heroínas serias de Disney. La escritora de Stylist, Kayleigh Dray describió a Meg como manipuladora, sarcástica, feroz y sabia, características que, según Egan, suelen reservarse a personajes masculinos en las películas de Disney. Greg Ehrbar, de IndieWire, observó que el sarcasmo de Meg es "inusual para una heroína de Disney", describiéndola como "descendiente de un personaje de cine negro (film noir) de Barbara Stanwyck", que también duda "en acercarse a alguien para que no le destroce aún más la vida", sufriendo un pasado complicado que la deja amargada y cínica. Kenneth Turan, de Los Angeles Times, comentó que Meg es "un tipo diferente de heroína Disney, el tipo de chica buena y mala que podría haber sido interpretada por Barbara Stanwyck". Meg también es muy sarcástica, una característica que se considera inusual entre la mayoría de las heroínas Disney, a menudo hablando con "ocurrencias misandristas".
La escritora de Vice Jill Gutowitz opinó que Meg "era mucho más sexual que cualquier otro personaje femenino" en el momento del estreno de la película: "Nunca había visto a una mujer tratar a los hombres como lo hacía ella, atrayéndolos con sus ojos de gata, tirando de ellos por el cuello de la camisa, arrastrando sus enjutos dedos por sus pectorales. Meg se burlaba de sus amigos y enemigos, provocándoles con un aire de misterio que implicaba que albergaba secretos". Observando que "los personajes femeninos tienden a ser totalmente buenos o totalmente malos en las películas de Disney, una Maléfica o una Bella Durmiente, si se quiere", Kate Knibbs de The Ringer escribió que "Meg es un poco más difícil de categorizar claramente, ya que es una buena persona con un problema de actitud que toma algunas malas decisiones" El autor de Disney, Pixar and the Hidden Messages of Children's Films, M. Keith Booker, llamó a Meg la "versión de Kryptonita" de Hércules, la debilidad de Superman. Al describir a Meg como "cínica y elocuente", Judith Welikala, de The Independent, afirmó que el personaje "muestra un lado más retorcido, normalmente confinado a las mujeres villanas", a diferencia de sus predecesoras. Sabina Ibarra, de Moviefone, identificó a Meg como "una de las pocas antiheroínas femeninas de Disney", que representa a "una heroína reacia" hasta que se encuentra con "alguien que saca lo bueno de ella".
A Meg le molesta que se refieran a ella como una damisela en apuros, sobre todo por parte de Hércules cuando se conocen.Desinteresada y contraria a la idea del amor, el personaje se muestra cínico ante la idea de nuevas relaciones románticas debido a que sufre un corazón roto como resultado de anteriores relaciones fallidas. Especialmente cuando su amante murió y, para traerlo de vuelta, vendió su alma a Hades. Pero poco después, él la abandonó por otra mujer. Al mismo tiempo, el amor complica las motivaciones de Meg, afectando a las decisiones que toma tanto sobre sí misma como sobre los demás. Peter Stack, del San Francisco Chronicle, escribió que Meg parece estar "tan cansada del mundo como un borracho del centro de la ciudad". En última instancia, Hércules debe demostrar que es un héroe ganándose el amor de Meg. Según Tracy Dye, de Bustle, Meg "sólo utilizó sus artimañas femeninas como un disfraz para pagar sus deudas al malvado Hades". Stacey Nguyen, de PopSugar, considera que Meg es uno de los personajes con más confianza sexual del estudio. Según Shoshana Kessock, de Tor.com, Meg es un ejemplo "de edición creativa... donde (encuentra su) poder particular en las películas: a través del uso descarado de la sexualidad". Meg aparece sexualizándose a sí misma para utilizar su sexualidad como arma, a diferencia de Jasmine, Pocahontas y Esmeralda, que en cambio son sexualizadas por los hombres que las rodean. Mientras tanto, Meg también experimenta un desarrollo de personaje, abriéndose poco a poco a Hércules y sacrificándose por él, identificándola como "un personaje femenino más fuerte y complejo... que la típica princesa Disney". Booker considera la decisión de Hércules de sacrificar la inmortalidad para estar con Meg como un "giro progresivo" en el que el héroe sacrifica algo importante para estar con su interés amoroso, en contraposición al sacrificio de la mujer.

## Apariciones

### Películas
Meg aparece por primera vez en Hércules (1997) como una joven que trabaja para Hades, dios del inframundo. Conoce a Hércules cuando éste la libera de Neso, un centauro que Hades había enviado a reclutar para su ejército. Al resistirse a la ayuda de Hércules, Meg desconfía de los hombres, ya que en una ocasión vendió su alma a Hades a cambio de la vida de un exnovio, sólo para que éste persiguiera a otra mujer, dejando a Meg en deuda con Hades para toda la eternidad. Hades recluta a Meg para que seduzca al aparentemente infalible Hércules con la esperanza de distraerlo y, en última instancia, derrotarlo, ofreciéndole su libertad por descubrir sus debilidades. Tras convencer a Hércules de que se tome un día libre, comparten una velada romántica durante la cual Meg se da cuenta de que, sin quererlo, ha empezado a enamorarse de él, aunque ella niega sentirlo así. Meg se niega a seguir ayudando a Hades, lo que provoca que éste la secuestre para atraer a Hércules al descubrir que Meg es la debilidad de Hércules. Hades engaña a Hércules para que renuncie a su fuerza a cambio de la seguridad garantizada de Meg, sólo para revelarle que Meg trabajaba inicialmente para él. Con Hércules incapacitado, Hades ataca el Monte Olimpo y Tebas, pero Hércules sigue decidido a defender ambas regiones. Durante la batalla, Meg empuja a Hércules fuera del camino de una columna que cae, por lo que es aplastada y herida de muerte. La herida de Meg restaura la fuerza de Hércules, que la utiliza para enfrentarse a Hades y recuperar el alma de Meg del río Estigia antes de que llegue al inframundo, reviviéndola en última instancia. El sacrificio de Hércules por Meg demuestra que es un verdadero héroe, convirtiéndose en un dios en el proceso y permitiéndole finalmente regresar al Monte Olimpo. Sin embargo, Hércules decide renunciar a su inmortalidad para poder permanecer en la Tierra con Meg.
Meg aparece como esposa de Hércules en Hercules: Zero to Hero (1999), en la que conoce el pasado y la infancia de Hércules.

### Series de televisión
Meg apareció como invitada en la serie de televisión Hércules: La serie animada (1998).
Al igual que otros personajes animados de Disney, Meg tiene algunas apariciones en la serie House of Mouse (2001-2003) como una de las invitadas del club titular.
Una versión alternativa de acción real de Meg aparece en la serie de fantasía Once Upon a Time (Érase una vez), interpretada por la actriz Kacey Rohl.El personaje aparece por primera vez en el episodio 13 de la quinta temporada, "Labor of Love", junto a Hércules. La versión de Meg en la serie se describe como "una joven aventurera valiente con un astuto sentido del humor y un espíritu duro y sensato" En el episodio, Meg ha estado encarcelada en el Inframundo durante varios años tras ser devorada por Cerbero. No tiene ninguna relación con Hades y se revelan pocos detalles sobre su pasado y sus relaciones. Está prisionera con el Capitán Garfio, que planea ayudarla a escapar. Después de derrotar a Cerbero junto a Hércules y Blancanieves, Meg abandona el Inframundo y regresa al Olimpo con Hércules. La crítica y el público se mostraron divididos sobre la interpretación de Meg en la serie y los fans expresaron su decepción con la caracterización del personaje en las redes sociales. Brittany Lovely, de Hypable, lamentó que Meg "pasara de ser una protagonista femenina fuerte, una damisela en apuros que podía manejarlo, a un personaje que necesitaba no a uno, sino a dos hombres para rescatarla" Allison Piwowarski, de Romper, escribió que la serie presentaba a Meg como "asustada y débil" durante la mayor parte del episodio, "hasta los momentos finales... en los que parecía representar en absoluto al personaje en el que se basaba". Sintiendo que el personaje había sido relegado a un interés amoroso, Piwowarski concluyó: "Aunque me alegra ver que pudo ser la heroína al final del episodio, me hubiera gustado que hubiera sido el personaje femenino fuerte que realmente es durante todo el episodio".

### Videojuegos
Meg aparece en la serie de videojuegos Kingdom Hearts, a partir de Kingdom Hearts II (2005). Conoce a Sora durante su segunda visita al Coliseo del Olimpo, mientras pensaba pedirle a Hades que dejara de enviar monstruos para que Hércules luchara contra ellos, ya que se había encariñado con él. Acepta la oferta de Sora de ir en su lugar, con la condición de mantener todo el acuerdo en secreto para Hércules. Hades secuestra a Meg como cebo para convencer a Sora de que desbloquee el sótano del Inframundo, reteniéndola como rehén cuando Hércules y Auron se niegan a luchar entre sí en el Sótano. Sora y Hércules la rescatan, prometiendo pagar a los héroes lo mejor que pueda. El personaje aparece en la secuela del juego Kingdom Hearts III (2019).
Meg es un personaje jugable para desbloquear durante un tiempo limitado en el videojuego Disney Magic Kingdoms. También es un personaje jugable en el juego de carreras Disney Speedstorm, una vez más con la voz de Egan.

## Recepción de la crítica
La recepción de Meg por parte de la crítica ha sido mayoritariamente positiva. Harlene Ellin, del Chicago Tribune, consideró que Meg era "la primera heroína dura de Disney" Michael Ollove, del The Baltimore Sun, dijo que Meg era "uno de los personajes femeninos más originales de Disney" y la comparó con Stanwyck y con la actriz Veronica Lake Ollove añadió: "Por primera vez, Disney ha creado una heroína con un pasado, una chica... que ha estado en el Partenón". Janet Maslin, crítica de cine de The New York Times, calificó a Meg de "más moderna" que las típicas heroínas Disney, describiéndola como "una vampiresa sardónica de pelo burdeos que suena como... Veronica Lake" Owen Gleiberman, de Entertainment Weekly, describió al personaje como "refrescantemente descarado" Amy Longsdorf, de The Morning Call, aclamó a Meg como "una de las heroínas más complicadas del canon Disney", así como "revolucionaria" en cuanto a su ambigüedad moral. The Irish Times escribió que el personaje "puede suponer un gran avance en la lista de heroínas de Disney, ya que es la primera protagonista romántica femenina (aunque implícita) no virginal de la compañía" John Rundin, de Animation World Network, calificó a Meg de "heroína sorprendentemente liberada para una película de animación de Disney" y la única excepción de la película a la intolerancia del estudio "hacia la complejidad moral y la ambigüedad".
La actuación de Egan también ha sido ampliamente elogiada. El crítico de cine de Los Angeles Times Kenneth Turan escribió que Hércules podría haber tenido menos éxito de no ser por el "excelente y sentido trabajo" de Egan. James Berardinelli, de ReelViews, calificó la interpretación de Egan de "adecuadamente descarada" y comparó su personaje con el de la actriz Mae West. Richard Corliss, crítico de cine de Time, calificó a Meg de "maravillosamente expresada por Egan" y comparó la relación del personaje con Hércules con la química de Stanwyck con el actor Eddie Bracken. Derek Armstrong, de AllMovie, escribió que "las lecturas de Egan destilan el tipo de ingenio feminista que pone los ojos en blanco y que hace de Meg uno de los personajes femeninos más fuertes de Disney" Josh Spiegel, de /Film, describió a Meg como "un personaje mucho más interesante que Hércules... en parte porque la interpretación de Egan rebosa personalidad", explicando que aunque Hércules "a menudo parece un niño demasiado grande. Meg, al menos, está llena de ángulos creativos y caminos inesperados", expresando su preferencia por el personaje frente a la princesa Jazmín de Aladdín (1992). Time clasificó el trabajo de Egan entre las "mejores interpretaciones de voz" del estudio. Virginia Kublawi, colaboradora de Geeks + Gamers, coronó a Egan como uno de los MVP (Most Valuable Player; Jugador Más Valioso) de Hércules, calificándola de "personaje único" y simpático, que utiliza su sexualidad y apariencia como armas, a diferencia de las anteriores heroínas de Disney y describió este rasgo como "No necesariamente una idea nueva o rompedora, pero desde luego no es algo que se vea a menudo en personajes simpáticos de las películas de Disney". Kublawi elogió además el diseño y la canción del personaje y la calificó de sobresaliente entre los personajes de la película. Carol Buckland, de la CNN, valoró el "inteligente y sorprendentemente sexy papel de Meg, la chica mala que acaba siendo buena", pero advirtió de que sus "tácticas turbias pueden molestar a los padres". Del mismo modo, Bob Smithouser de Plugged In (publicación) desconfiaba del "contoneo de caderas y las alusiones a otros encantos afroditas de Meg" del personaje, calificándola de "inmodesta" En una crítica más variada, Nell Minow de Common Sense Media coincidía en que, aunque "Meg es más dura y valiente que la tradicional damisela en apuros", "sigue estando muy al margen".
Karen Mazurkewich, de Playback, atribuyó a Duncan el mérito de "trastornar el estereotipo Disney al crear una protagonista femenina más astuta y sexy" a través de Meg, antes de la cual, según ella, las heroínas Disney habían sido "luchadoras pero a menudo empalagosamente ingenuas"Shoshana Kessock, de Tor.com, escribió que Meg "iluminaba la pantalla", describiendo al personaje como "una mujer complicada cuyo corazón y lealtad, aunque desgarrados a lo largo de la película, son totalmente suyos". Kessock escribió que la sexualidad del personaje "la convierte en un personaje difícil para la marca PG. Sin embargo, en el panteón de las antiprincesas... reclama su lugar entre las mujeres Disney más dominantes y responsables" y concluye: “Cuando finalmente cede a sus sentimientos por Hércules, es después de mucho examen de conciencia y crecimiento del carácter, algo que podría ser una buena historia para que las jóvenes aprendan, si se le diera el mismo tiempo de emisión que a las otras heroínas Disney”. Allison Piwowarski, de Romper, describió a Meg como "un personaje muy poderoso en el universo Disney" que "es tan héroe como Herc" Matthew Wilkinson, de Screen Rant, dijo que Meg era "uno de los mejores personajes de Hércules, sobre todo porque está llena de descaro y confianza, pero también aporta aspectos emocionales". En su artículo para Vice, Jill Gutowitz describió “la profundidad, el ingenio, la resistencia obstinada a ser salvada y la voluntad de reprender la masculinidad” de Meg como “los aspectos más intrigantes” de su caracterización, en contraposición a su apariencia.

## Legado
Dirk Libbey, de CinemaBlend, elogió a Meg como "uno de los personajes femeninos más interesantes de Disney", calificando de lástima que su película sea menos celebrada que algunas de sus contemporáneas. Jill O'Rourke, colaboradora de A Plus, informó de que los fans suelen defender a Hércules de sus detractores debido al papel de Meg, a la que describió como una "antiprincesa" Mary Grace Garis, escribiendo para Bustle, calificó a Meg de "sobresaliente" que es "mucho mejor que cualquier princesa Disney", describiéndola como "más intrigante" que sus contemporáneas. Garis también identificó la independencia, el sarcasmo y la relacionabilidad de Meg entre sus atributos más fuertes, acuñándola como "una diosa entre las princesas" Lindsey Weber, de Vulture, coincidió en que Meg es superior a las princesas Disney, calificándola de feminista, una de las pocas heroínas Disney que tiene "una personalidad real" y un "gran interés amoroso". En un artículo de 2017, Nerdist coronó a Meg como "La verdadera estrella de Hércules". En Odyssey, Nina Siso calificó a Meg como uno de los "personajes femeninos más geniales" de Disney, mientras que Freeform consideró a Meg como un personaje que todo el mundo desearía ser. Thought Catalog clasificó a Meg como el décimo "personaje femenino más asombroso" de Disney, elogiando su independencia. Screen Rant clasificó a Meg como la 23ª mejor heroína de Disney y su autor, Colby Tortorici, la describió como "más completa... que algunas de las antiguas heroínas de Disney" En su artículo para The Independent, Clarisse Loughrey describió a Meg como "una candidata muy reñida al título" de heroína de la película y la calificó como "la princesa Disney a la que recurren los chicos guays" IndieWire la calificó como "uno de los mejores y más complejos personajes femeninos de Disney".
Los medios de comunicación han calificado a Meg como uno de los personajes más infravalorados de Disney Shoshana Kessock, de Tor.com, cree que Meg se encuentra "entre las mujeres Disney que más mandan y toman las riendas", aunque su sexualidad "la convierte en un personaje difícil para la marca PG (Princesas Disney)" Christina Lograsso, colaboradora de Odyssey, calificó a Meg como "mi personaje Disney favorito con diferencia y ya es hora de que se le reconozca", alabando su independencia, ingenio y simpatía. La escritora de Bustle Tracy Dye coincidió en que el personaje es "La heroína Disney más infravalorada de la historia", valorando su alejamiento de las anteriores heroínas Disney y atribuyendo a su cinismo el mérito de "poner patas arriba el estereotipo en el paisaje de muchos cuentos de hadas, que muestran a mujeres que no cejan en su búsqueda del amor y del “felices para siempre”". Además de elogiar su ingenio, complejidad e independencia, Dye concluyó que Meg "ofrecía un retrato realista de una mujer que se había vuelto reservada después de que le rompieran el corazón", animando a los lectores a adoptar el personaje como su propia heroína Disney favorita. Según Sara Franks-Allen de ScreenCrush, Meg fue excluida de la franquicia oficial de Princesas Disney debido al bajo rendimiento de Hércules en los cines, describiéndola como una "princesa Disney olvidada". MovieWeb teorizó que Disney consideró que el personaje era demasiado sensual para incluirlo en la franquicia Kate Knibbs, de The Ringer, cree que Meg "sería la única princesa Disney con un ex novio de mierda" si fuera una princesa Disney oficial y describe su exclusión como "lo mejor, porque también es el personaje Disney femenino al que menos parece importarle la distinción". Al nombrar a Meg una de las "10 mejores princesas Disney no oficiales", Kristin Kranz, de Collider, la describió como "uno de los personajes femeninos más complejos, interesantes y con mayor sensación de autenticidad de las películas animadas de Disney", calificando de vergüenza su exclusión de la franquicia oficial de princesas Disney.
Manuel Betancourt, escribiendo para Catapult, identificó a Meg como un fuerte modelo femenino que fue uno de los "más perdurables" durante su adolescencia debido a su seco ingenio. Además de abolir gradualmente "las historias de princesas de cuento de hadas más retrógradas que Disney había estado sirviendo durante décadas", Betancourt cree que Meg también ayudó al público en la transición "a la cosificación de sus protagonistas masculinos". Los fans han venerado a Meg durante mucho tiempo como un icono feminista. Sophia Cunningham, de la revista Affinity, considera que Meg es un personaje feminista de Disney que no "recibe suficiente crédito", considerándola "mi personaje favorito de Disney de todos los tiempos" y calificando de famosa su frase "I'm a damsel, I'm in distress, I can handle this. Have a nice day" (Soy una damisela, estoy en apuros, puedo manejar esto. Que tengas un buen día) Stylist clasificó a Meg Disney como la novena princesa Disney más feminista y la autora Kayleigh Dray la calificó como “una revelación para muchos fans de Disney de ojos brillantes que crecían” y atribuyó a su papel de villana la refutación de que “las mujeres que no desbordan entusiasmo son consideradas malvadas". Natalie Xenos, de Metro, definió a Meg como "la heroína macarra que el cine necesita", reconociéndola como una feminista que "inspiraba a las niñas mucho antes que Moana y Elsa". Stacey Nguyen, de PopSugar, argumentó que Meg no es ni un modelo a seguir ni un icono feminista como algunas de sus contemporáneas, pero sigue siendo una de sus heroínas favoritas de Disney, describiéndola como "uno de los personajes más ricos y desarrollados de la biblioteca de Disney" al que cree que se le priva del debate que merece. Nguyen coronó al personaje como "el otro héroe de Hércules".